# Lil Dagover

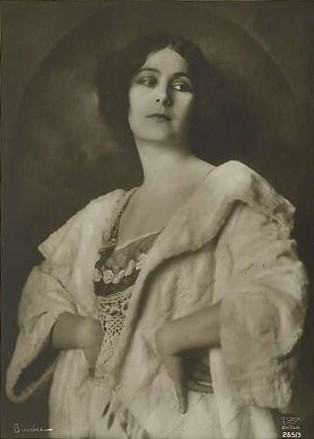
Lil Dagover (1918)
(Alexander Binder)

Lil Dagover, nome d'arte di Marie Antonia Siegelinde Martha Seubert (Madiun, 30 settembre 1887 – Monaco di Baviera, 24 gennaio 1980), è stata un'attrice tedesca, attiva in teatro, nel cinema e in televisione per oltre sei decenni.

## Biografia

### Infanzia e giovinezza
Nacque a Madiun, sull'isola di Giava nelle Indie Orientali Olandesi (ora Indonesia) da genitori olandesi. Il padre era una guardia forestale al servizio delle autorità coloniali olandesi. Nel 1897, quando aveva dieci anni, i suoi genitori la mandarono in Europa perché continuasse gli studi in vari collegi di Baden-Baden, Weimar e Ginevra. Terminati gli studi iniziò la carriera di attrice teatrale. Nel 1917 sposò l'attore Fritz Daghofer, che aveva venticinque anni più di lei. La coppia divorziò nel 1919, poco dopo la nascita della figlia, Eva Marie. L'allora Marie Seubert iniziò in quel periodo a servirsi come nome d'arte di una variante del cognome del marito, trasformando Daghofer in Dagover.

### La carriera durante la Repubblica di Weimar
Lil Dagover debuttò sul grande schermo nel 1913 in un film diretto da Louis Held. Durante il breve matrimonio con Daghofer aveva potuto incontrare molti celebri registi, tra cui Robert Wiene e Fritz Lang. Lang la scritturò per il ruolo di O-Take-San nel dramma ad ambientazione esotica Harakiri (1919), ruolo che si rivelò decisivo per lo sviluppo della sua carriera. Lang la diresse anche in altre tre occasioni: Die Spinnen (1919), Destino (1921) e Il dottor Mabuse (1922).
L'anno seguente Lil Dagover ebbe un ruolo di primo piano, al fianco di Werner Krauss e Conrad Veidt, nel classico del cinema espressionista Il gabinetto del dottor Caligari di Wiene, tratto da un soggetto di Carl Mayer e Hans Janowitz. Grazie a questo film l'attrice fissò il personaggio di eroina esotica e ingiustamente perseguitata che avrebbe interpretato anche in pellicole successive. All'inizio degli anni venti diventò così una delle più popolari e apprezzate attrici cinematografiche della Repubblica di Weimar e prese parte a film di celebri registi come F.W. Murnau, Lothar Mendes e Carl Froelich.
Nel corso degli anni venti fu estremamente attiva e girò più di quaranta film, comparendo al fianco di attori come Emil Jannings, Nils Olaf Chrisander, Aud Egede-Nissen, Lya De Putti, Alfred Abel e Xenia Desni. Lavorò anche in Svezia, diretta dai registi Olof Molander e Gustaf Molander, e in Francia. Il suo ultimo film del decennio fu in una produzione francese, Il Conte di Montecristo (1929), adattamento realizzato da Henri Fescourt del romanzo di Alexandre Dumas padre, in cui recitò con Jean Angelo e Marie Glory.
Nel 1925 debuttò a teatro sotto la direzione di Max Reinhardt. Negli anni seguenti recitò al Deutsches Theater di Berlino diretto da Reinhardt e al Festival di Salisburgo. Nel 1926 sposò il produttore cinematografico Georg Witt, che produsse molti dei suoi successivi film. La coppia rimase unita fino alla morte dell'uomo, sopraggiunta nel 1972.

### Il cinema sonoro e il Terzo Reich
Con l'avvento del sonoro, la Dagover smise di lavorare all'estero e apparve solo in produzioni tedesche. L'unica eccezione fu il film statunitense L'avventuriera di Montecarlo (1932), pellicola drammatica diretta da Michael Curtiz, nella quale recitò al fianco di Walter Huston.
Durante il periodo del Terzo Reich evitò prese di posizione politiche e durante la seconda guerra mondiale interpretò generalmente commedie e film musicali. Nel 1937 ricevette il riconoscimento di Attrice di Stato e nel 1944 fu premiata con la Croce di Guerra per aver intrattenuto le truppe della Wehrmacht sul fronte orientale nel 1943, e quelle di stanza sulle isole della Manica occupate di Jersey e Guernsey nel 1944.
Anche se i suoi film del periodo non avevano contenuti politici, è noto che fu una delle attrici preferite di Hitler e che fu sua ospite a cena in diverse occasioni.

### L'ultima parte della carriera
Dopo la sconfitta del nazismo Lil Dagover continuò a prendere parte a film prodotti in Germania occidentale. Nel 1948 interpretò il dramma antinazista Die Söhne des Herrn Gaspary, storia della disintegrazione di una famiglia tedesca durante il periodo nazista. I suoi film più noti a livello internazionale dell'epoca successiva alla seconda guerra mondiale sono Le confessioni del filibustiere Felix Krull diretto nel 1957 da Kurt Hoffmann e Buddenbrooks, film in due parti diretto nel 1959 da Alfred Weidermann e tratto dal romanzo di Thomas Mann.
A partire dagli anni sessanta, oltre a continuare a lavorare per il cinema, la Dagover iniziò a prendere parte a numerose produzione per la televisione della Germania occidentale. Nel 1973 apparve nel film Il pedone, candidato all'Oscar e vincitore del Golden Globe per il miglior film in lingua straniera, diretto dall'attore-regista austriaco Maximilian Schell e interpretato da un cast internazionale che comprendeva Peggy Ashcroft, Käte Haack, Elisabeth Bergner e Françoise Rosay. Tra le sue ultime interpretazioni prima del ritiro, il giallo Assassinio sul ponte, diretto nel 1976 da Maximillian Schell, con Martin Ritt, Donald Sutherland, Jacqueline Bisset e Jon Voight.
Nel 1979 diede alle stampe la propria autobiografia, Ich war die Dame. Morì a Monaco nel 1980, all'età di 92 anni, e fu sepolta al cimitero Waldfriedhof Grünwald della città bavarese.

## Riconoscimenti
- 1962: Bundesfilmpreis
- 1964: Premio Bambi
- 1964: Premio Hubert Burda Media
- 1967: Croce di Merito della Repubblica Federale Tedesca[6].

## Filmografia parziale

### Attrice
- Schlangentanz, regia di Louis Held (1913)
- Die Retterin, regia di Christa Christensen (1916)
- Das Rätsel der Stahlkammer, regia di Max Mack (1917)
- Das Lied der Mutter (1918)
- Lebendig tot, regia di Alwin Neuß (1918)
- Der Volontär, regia di Alwin Neuß (1918)
- Clown Charly, regia di Alwin Neuß (1918)
- Die Rache ist mein, regia di Alwin Neuß (1919)
- Der Tänzer, regia di Carl Froelich (1919)
- Phantome des Lebens, regia di Josef Coenen (1919)
- Der Tänzer 1. Teil (1919)
- Die blonde Loo, regia di Josef Coenen (1919)
- Die Spinnen, 1. Teil - Der Goldene See, regia di Fritz Lang (1919)
- Harakiri, regia di Fritz Lang (1919)
- Il gabinetto del dottor Caligari, regia di Robert Wiene (1920)
- Spiritismus, regia di Frederic Zelnik (1920)
- Die Frau im Himmel, regia di Johannes Guter (1920)
- Die Jagd nach dem Tode 2.Teil: Die verbotene Stadt
- Die Jagd nach dem Tode
- Der Richter von Zalamea, regia di Ludwig Berger (1920)
- Das Blut der Ahnen
- Die Kwannon von Okadera, regia di Carl Froelich (1920)
- Die Augen der Maske
- Die Spinnen, 2. Teil - Das Brillantenschiff, regia di Fritz Lang (1920)
- Das Geheimnis von Bombay
- Toteninsel , regia di Carl Froelich (1921)
- Das Medium
- Die Jagd nach dem Tode - 3. Teil: Der Mann im Dunkel
- Destino, regia di Fritz Lang (1921)
- Der Mord in der Greenstreet
- Il dottor Mabuse (Dr. Mabuse, der Spieler - Ein Bild der Zeit), regia di Fritz Lang (1922)
- Luise Millerin, regia di Carl Froelich (1922)
- Macht der Versuchung
- Fantasma, regia di Friedrich Wilhelm Murnau (1922)
- Seine Frau, die Unbekannte, regia di Benjamin Christensen (1923)
- Die Prinzessin Suwarin, regia di Johannes Guter (1923)
- Komödie des Herzens, regia di Rochus Gliese (1924)
- L'erede dei Grishus (Zur Chronik von Grieshuus), regia di Arthur von Gerlach (1925)
- Tartufo, regia di Friedrich Wilhelm Murnau (1925)
- Wenn die Filmkleberin gebummelt hat (1925)
- Die Brüder Schellenberg, regia di Karl Grune (1926)
- Liebe macht blind, regia di Lothar Mendes (1926)
- Der Veilchenfresser, regia di Frederic Zelnik (1926)
- Bara en danserska, regia di Olof Molander (1926)
- Hans engelska fru, regia di Gustaf Molander (1927)
- Der Anwalt des Herzens, regia di Wilhelm Thiele (1927)
- Orientexpress
- Le tourbillon de Paris
- Rapsodia ungherese, regia di Hanns Schwarz (1928)
- Il conte di Montecristo, regia di Henri Fescourt (1929)
- Il favorito di Schonbrunn (Der Günstling von Schönbrunn), regia di Erich Waschneck e Max Reichmann(1929)
- Spielereien einer Kaiserin, regia di Wladimir Strischewski (1930)
- Il diavolo bianco, regia di Aleksandr Volkov (1930)
- Es gibt eine Frau, die dich niemals vergißt, regia di Leo Mittler (1930)
- Mezzanotte, regia di Erich Waschneck (1930)
- Il congresso si diverte (Der Kongreß tanzt), regia di Erik Charell (1931)
- Elisabeth von Österreich, regia di Adolf Trotz (1931)
- L'avventuriera di Montecarlo (The Woman from Monte Carlo), regia di Michael Curtiz (1932)
- Die Tänzerin von Sans Souci, regia di Friedrich Zelnik (1932)
- Avventura di una bella donna, regia di Henry Koster (1932)
- Johannisnacht, regia di Willy Reiber (1933)
- L'evaso di Chicago (Der Flüchtling aus Chicago), regia di Johannes Meyer (1934)
- Le luci della ribalta, regia di Victor Janson (1934)
- Il venditore di uccelli (Der Vogelhändler), regia di E.W. Emo (1935)
- Lady Windermeres Fächer, regia di Heinz Hilpert (1935)
- Le spie di Napoleone (Der höhere Befehl), regia di Gerhard Lamprecht (1935)
- La nona sinfonia (Schlußakkord), regia di Detlef Sierck (1936)
- Irene (Das Mädchen Irene), regia di Reinhold Schünzel (1936)
- Fridericus, regia di Johannes Meyer (1937)
- August der Starke, regia di Paul Wegener (1937)
- La sonata a Kreutzer, regia di Veit Harlan (1937)
- Ragazzi (Streit um den Knaben Jo), regia di Erich Waschneck (1937)
- Felicità perduta, regia di Hans Hinrich (1938)
- Il passato che torna, regia di Fritz Kirchhoff (1938)
- La via della felicità, regia di Fritz Peter Buch (1939)
- I masnadieri, regia di Herbert Maisch (1940)
- Bismarck, regia di Wolfgang Liebeneiner (1940)
- Wien 1910, regia di E. W. Emo (1943)
- Die Söhne des Herrn Gaspary, regia di Rolf Meyer (1948)
- Man spielt nicht mit der Liebe, regia di Hans Deppe (1949)
- Ho ucciso tuo fratello, regia di Rudolf Jugert (1950)
- Königliche Hoheit, regia di Harald Braun (1953)
- Schloß Hubertus, regia di Helmut Weiss (1954)
- Der Fischer vom Heiligensee, regia di Hans H. König (1955)
- Rose d'autunno, regia di Rudolf Jugert (1955)
- Die Barrings, regia di Rolf Thiele (1955)
- Amanti imperiali (Kronprinz Rudolfs letzte Liebe), regia di Rudolf Jugert (1956)
- Vacanze a Portofino, regia di Hans Deppe (1957)
- Le confessioni del filibustiere Felix Krull, regia di Kurt Hoffmann (1957)
- Buddenbrooks, regia di Alfred Weidenmann (1959) II episodi
- Il fantasma maledetto, regia di Josef von Báky (1961)
- Il pedone, regia di Maximilian Schell (1973)
- Karl May, regia di Hans-Jürgen Syberberg (1974)
- Assassinio sul ponte, regia di Maximilian Schell (1975)
- Geschichten aus dem Wienerwald, regia di Maximilian Schell (1979)

### Film o documentari dove appare Lil Dagover
- Rund um die Liebe, regia di Oskar Kalbus - filmati di repertorio (1929)